# Chaetogaedia rufostylata
Chaetogaedia rufostylata là một loài ruồi trong họ Tachinidae.